# 冠指形軟珊瑚
冠指形軟珊瑚（学名：Sinularia pavida）为軟珊瑚科指形軟珊瑚屬下的一个种。